# Kostel svatého Jakuba Staršího (Wisła Mała)
Kostel svatého Jakuba Staršího (polsky: Kościół św. Jakuba Starszego Apostoła)  je dřevěný římskokatolický farní kostel v obci Wisła Mała v gmině Pszczyna v okrese Pszczyna ve Slezském vojvodství v Polsku. Náleží pod katolickou farnost svatého Jakuba Staršího ve Wisłe Małe děkanátu Pawłowice arcidiecéze katovické. Kostel je zapsán ve vojvodském seznamu památek pod registračním číslem  A/278/09 z dne 22. prosinec 1965 a je součástí Stezky dřevěné architektury ve Slezském vojvodství.

## Historie
První písemná zmínka o kostelu ve vsi pochází z roku 1326. V 16. století byl kostel využíván protestanty. Nový kostel na místě původního z 15. nebo 16. století byl postaven v letech 1774–1775 tesařem Jerzym Laskem z Chyby. Vysvěcen byl 25. července 1775. Nová věž byla postavena v roce 1782 tesařem Jerzym Kaszturou z Łąky. Kostel byl přestavěn v roce 1923, kdy věž byla propojena s lodí kostela. V roce 2006 byl kostel opravován.

## Architektura

### Exteriér
Kostel je orientovaná jednolodní dřevěná roubená stavba postavená na cihelné podezdívce s věží v západním průčelí. Kněžiště má půdorys čtverce, je užší než loď a má přistavěnou sakristii od východu. Loď má půdorys obdélníkový s předsíní na jižní straně. Štenýřová věž na půdorysu čtverce se zužuje nahoru, kde je přesahující zvonové patro zakončené barokní cibulovou helmicí krytou šindelem. V rohu u věže je malý přístavek pro schody vedoucí na kruchtu. Mimo východní část závěru kněžiště je kostel ověnčen otevřenými sloupovými sobotami. U obou vchodů jsou střechy sobot zvýšeny. Dvou hřebenová sedlová střecha kostela je krytá šindelem. Nad sobotami jsou stěny deštěné. Šikmé stěny věže jsou pokryté šindelem. Přesahující zvonové patro je deštěné s ozdobně vyřezávanými deskami. Vchod do kostela vede přes malou předsíň a podvěží. Pod sobotami u vchodu se nachází kamenné křtitelnice na jedné je datum 1608.

### Interiér
Vybavení kostela je pozdně barokní a rokokové. V interiéru jsou ploché dřevěné Stropy s polychromií z roku 1896. V západní části je kruchta na osmi dřevěných vyřezávaných sloupech ve střední části půlkruhově předsazená s varhany z roku 1856. Ve vítězném oblouku je vyřezávaný sponový trám. V kněžišti je hlavní oltář z roku 1776, který  vyrobil Václav Donay ze Skočova, malbu provedl Andrzej Helffer, plastiky na oltáři svatého Petra, svatého Amadea a obraz svatého Jakuba (1777) je signován Ignácem Güntherem z Opavy. Dva boční oltáře jsou rokokové vyrobené stolařem Františkem Zawiszem z Pszczyny a řezbářem Janem Proezlerem z Těšína. Boční oltář na evangelijní straně je z roku 1779 s obrazem Zázrak rozmnožení chleba, na epištolní straně je boční oltář z roku 1777 s obrazy svatého Valentina a svatého Jana Nepomuckého. Ambon, později spojen s křtitelnicí, od Jana Poezlera pochází z roku 1780.

## Galerie

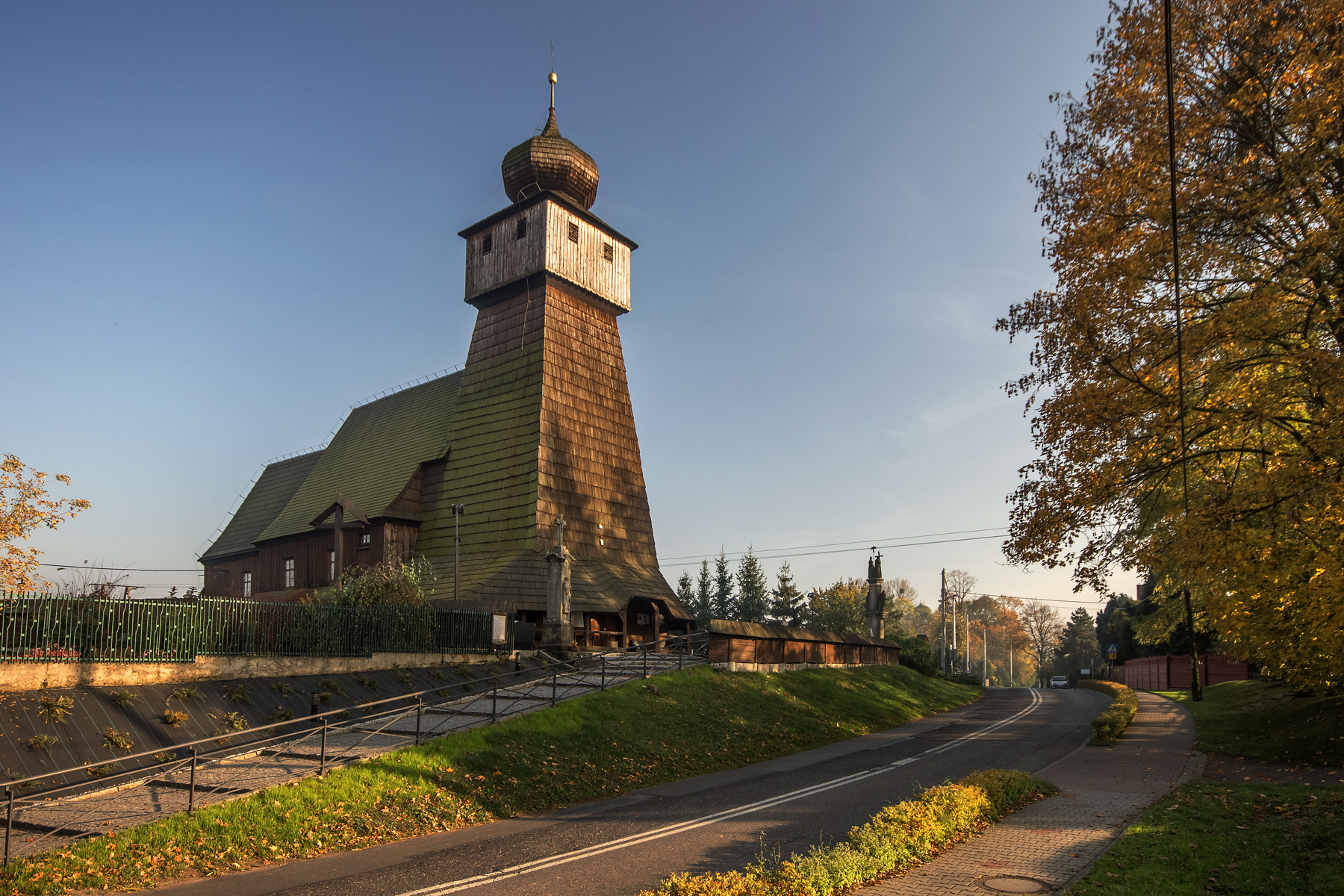
Věž
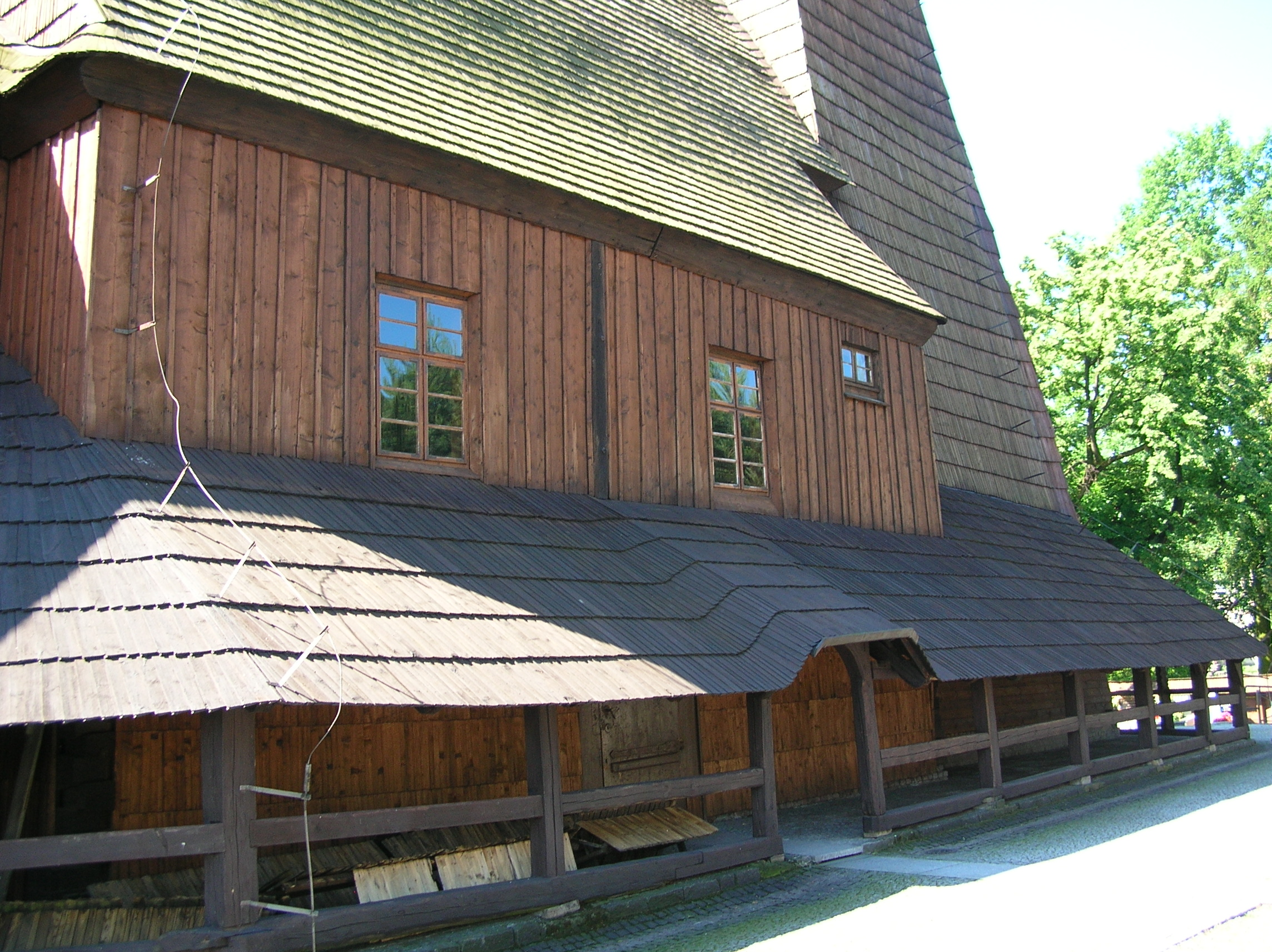
Soboty
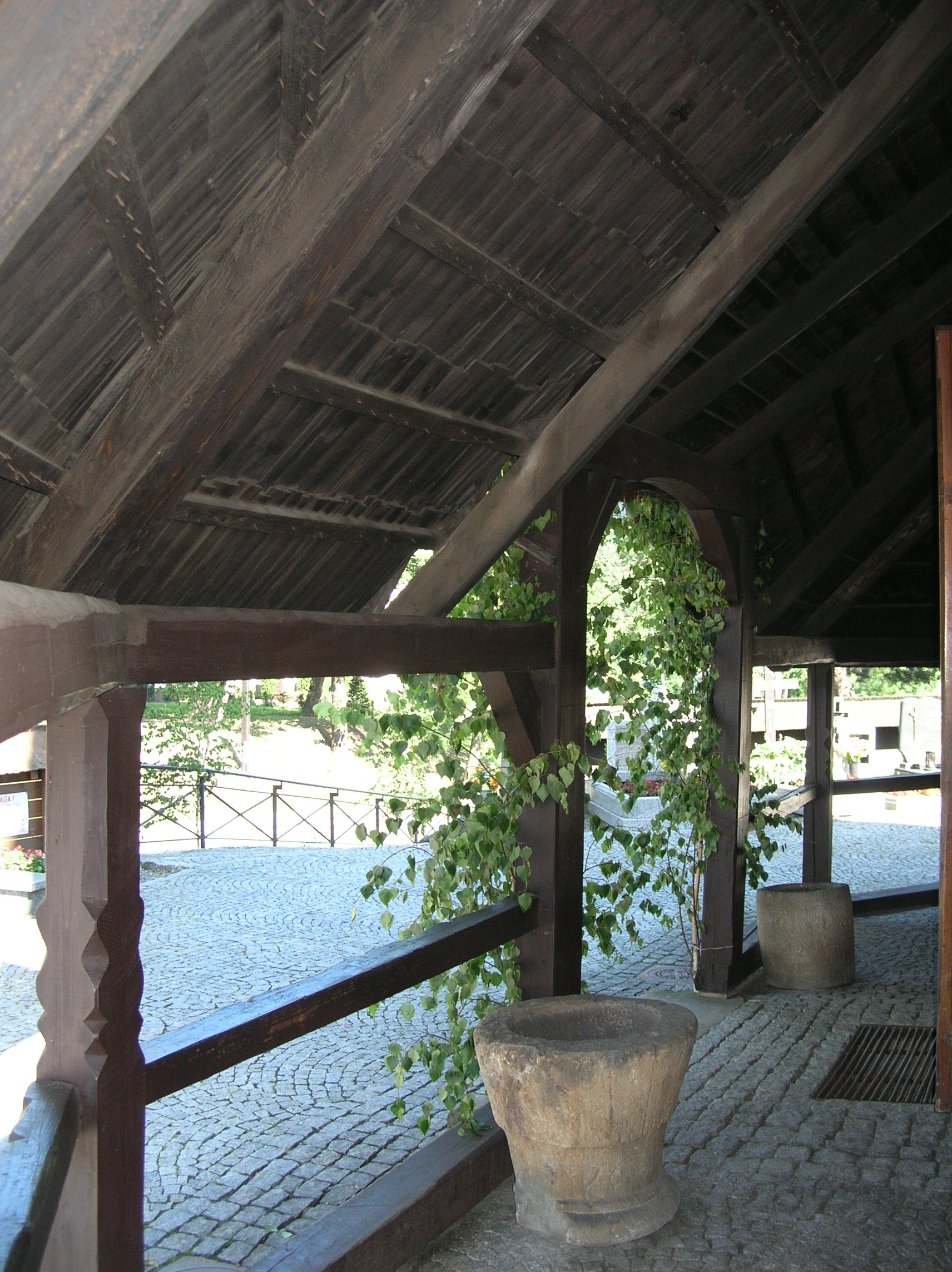
Kamenné křtitelnice z roku 1608
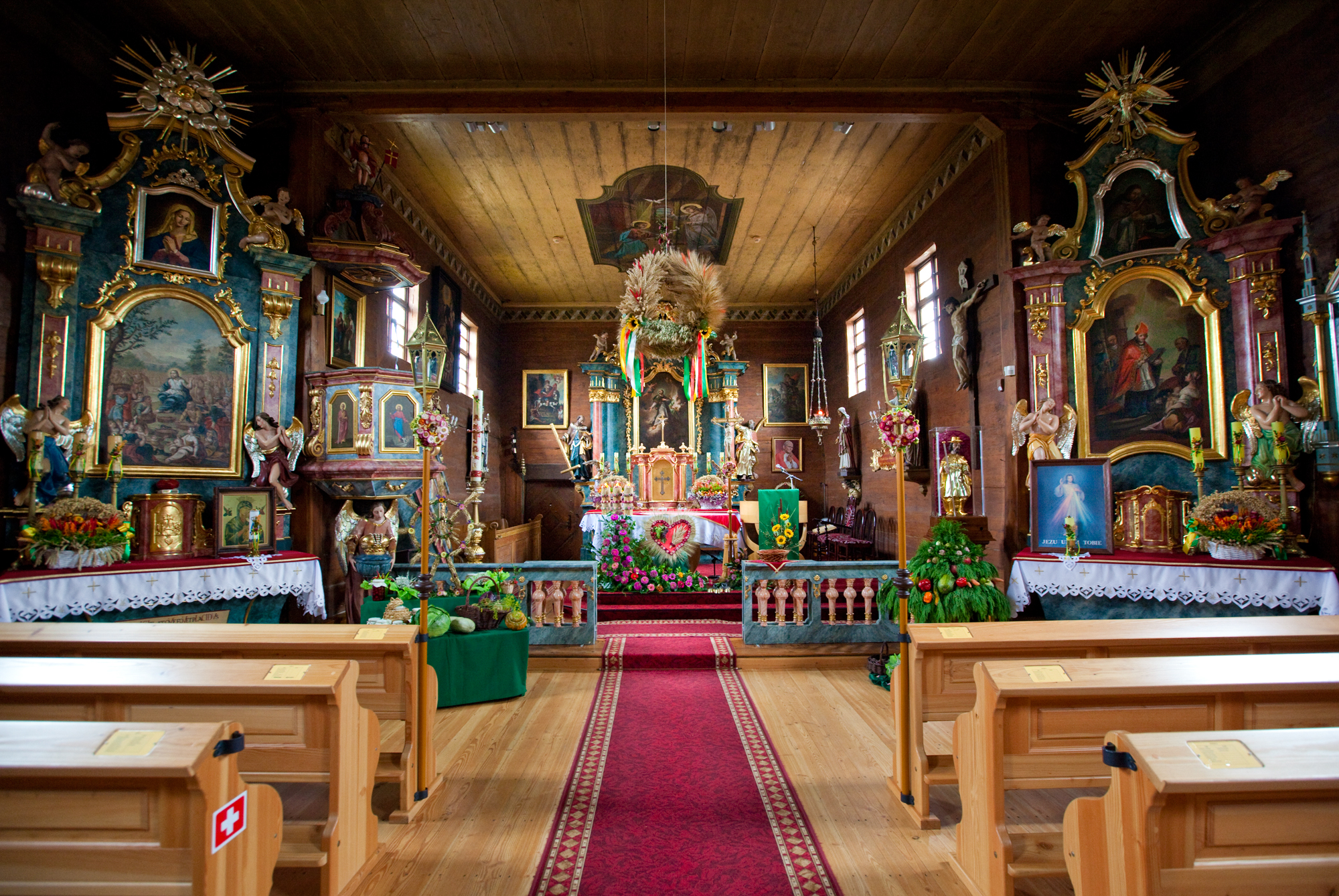
Pohled ke kněžišti
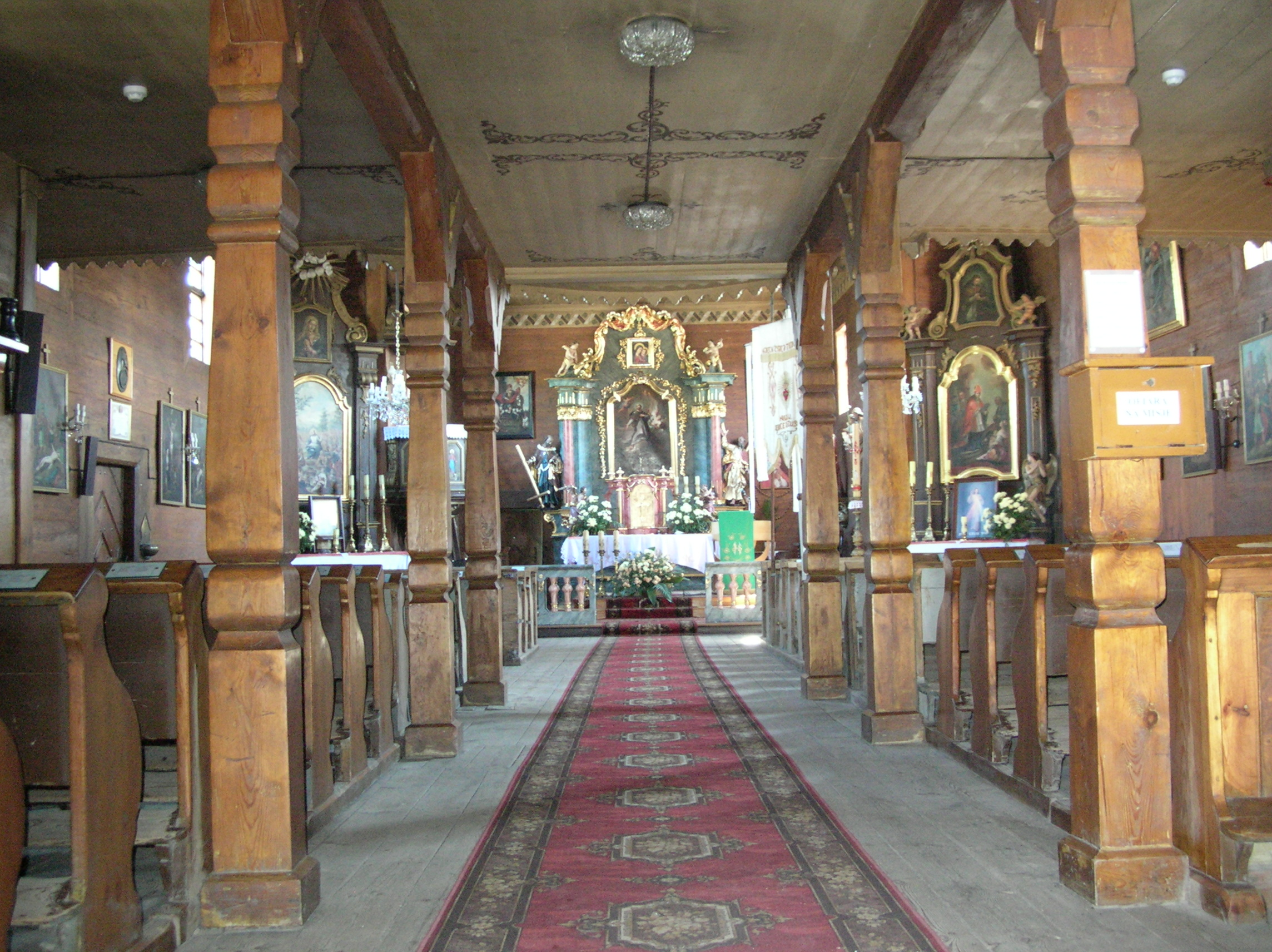
Pohled do Loď z prostoru pod kruchtou